# La nave bianca
La nave bianca is een Italiaanse oorlogsfilm uit 1941 onder regie van Roberto Rossellini.

## Verhaal
Een jonge, Italiaanse matroos wordt verliefd op een lerares. Hij raakt gewond tijdens de slag bij Kaap Teulada tegen de Britse zeemacht en wordt overgebracht naar een hospitaalschip. Daar werkt zijn geliefde intussen als verpleegster.

## Rolverdeling
| Acteur        | Personage                   |
| ------------- | --------------------------- |
| Augusto Basso | De matroos (onvermeld)      |
| Elena         | De verpleegster (onvermeld) |